# Pierre-Gabriel Huot
Pour les personnes ayant le même patronyme, voir Huot.
Pierre-Gabriel Huot (22 janvier 1825-septembre 1913) est un auteur, journaliste, notaire, rédacteur et homme politique fédéral du Québec.

## Biographie
Né à Québec, Pierre-Gabriel Huot devient notaire en 1850, mais il ne pratique jamais son métier. Devenu journaliste, il fut propriétaire et éditeur du journal bi-hebdomadaire Le National. En 1854, il devient le représentant de Saguenay à la Assemblée législative de la Province du Canada, mais l'élection fut déclarée invalide. Réélu lors de l'élection partielle de 1855, il fut élu dans Québec-Est lors d'une élection partielle en 1861 et en 1863. Il devient représentant de la division de Stadacona dans le Conseil législatif du Québec en 1860. Cependant, cette dernière élection est également annulée et Huot donna sa démission. Non acceptée par le président de la chambre, il continue d'être le député de Québec-Est après la Confédération. Il démissionne en 1870 pour devenir maître des postes à Québec. Il occupe cette fonction jusqu'en 1874.
En 1886, il s'installe aux États-Unis et est mort à New York en 1913.

## Hommages toponymiques
- Entre 1879 et 1899, l'avenue François-1er apparaît sous le nom d'avenue Huot en son honneur dans la ville de Québec.